# Bungoōno
Bungoōno, ibland skrivet Bungo-ōno, (japanska: 豊後大野市?, Bungoōno-shi) är en stad i Ōita prefektur i Japan. Staden fick stadsrättigheter 2005.